# Силовой трансформатор

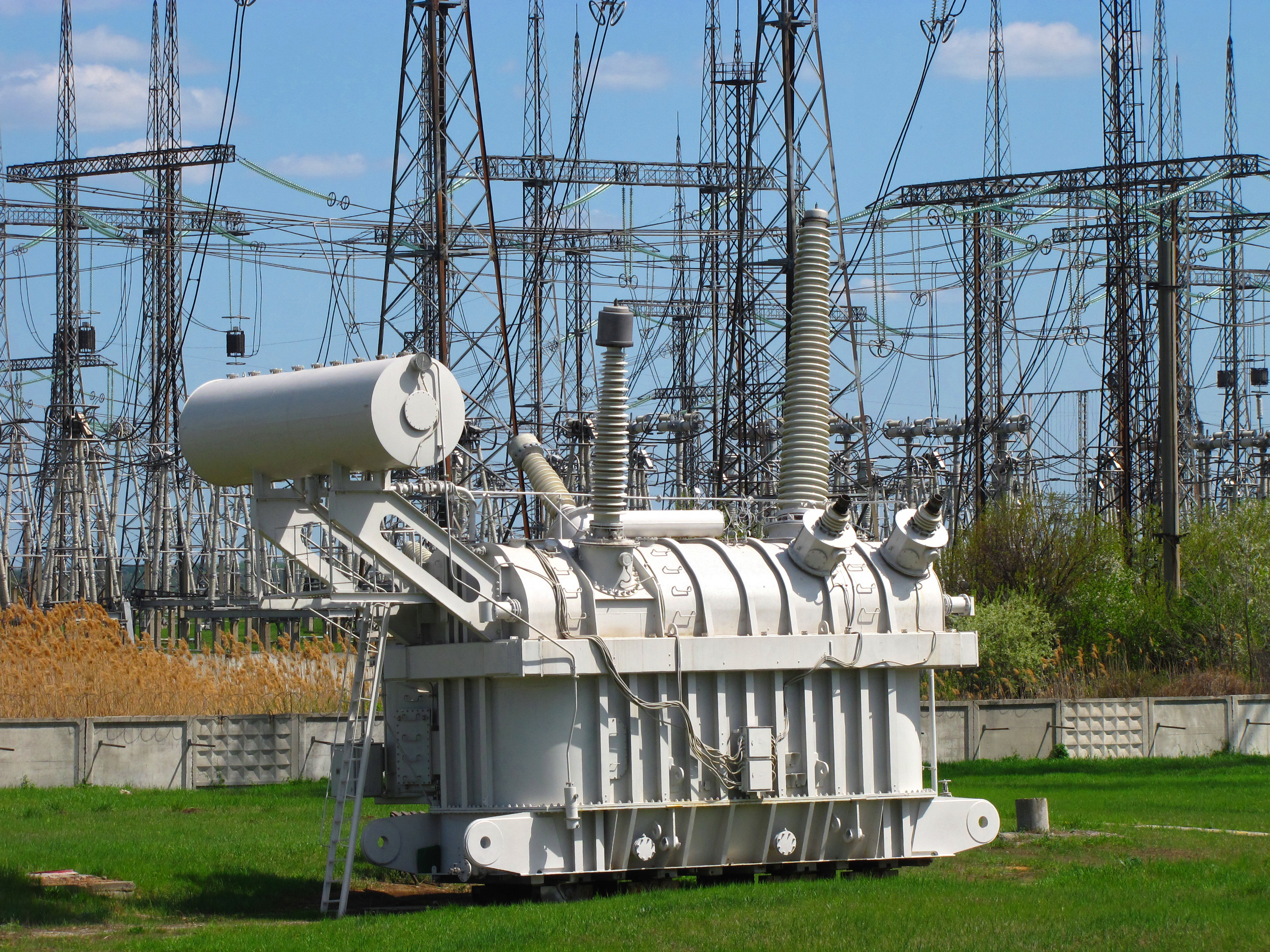
Резервный силовой трансформатор 750 кВ на территории электроподстанции

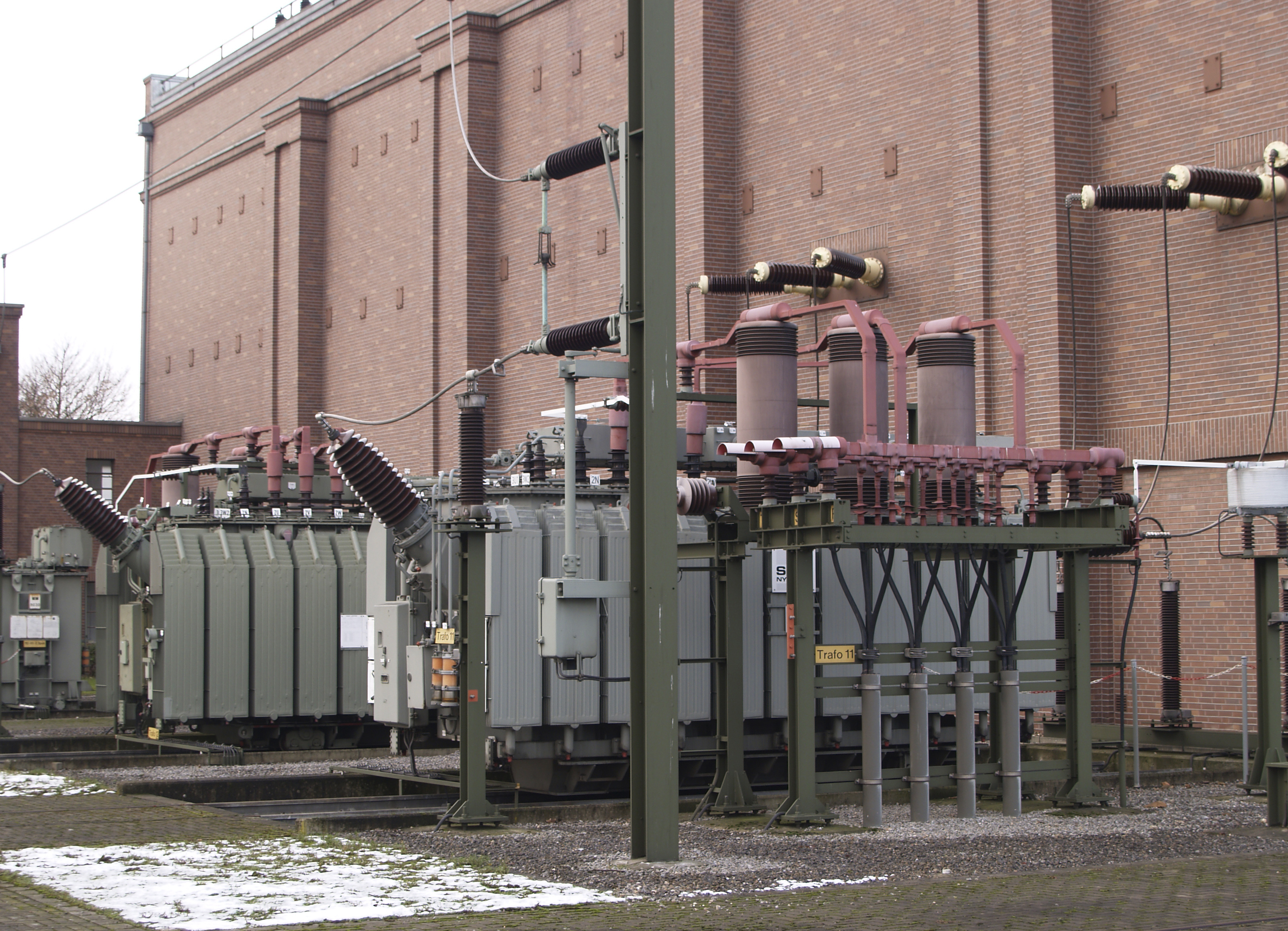
Силовой трансформатор ASG Trafo на 110кВ

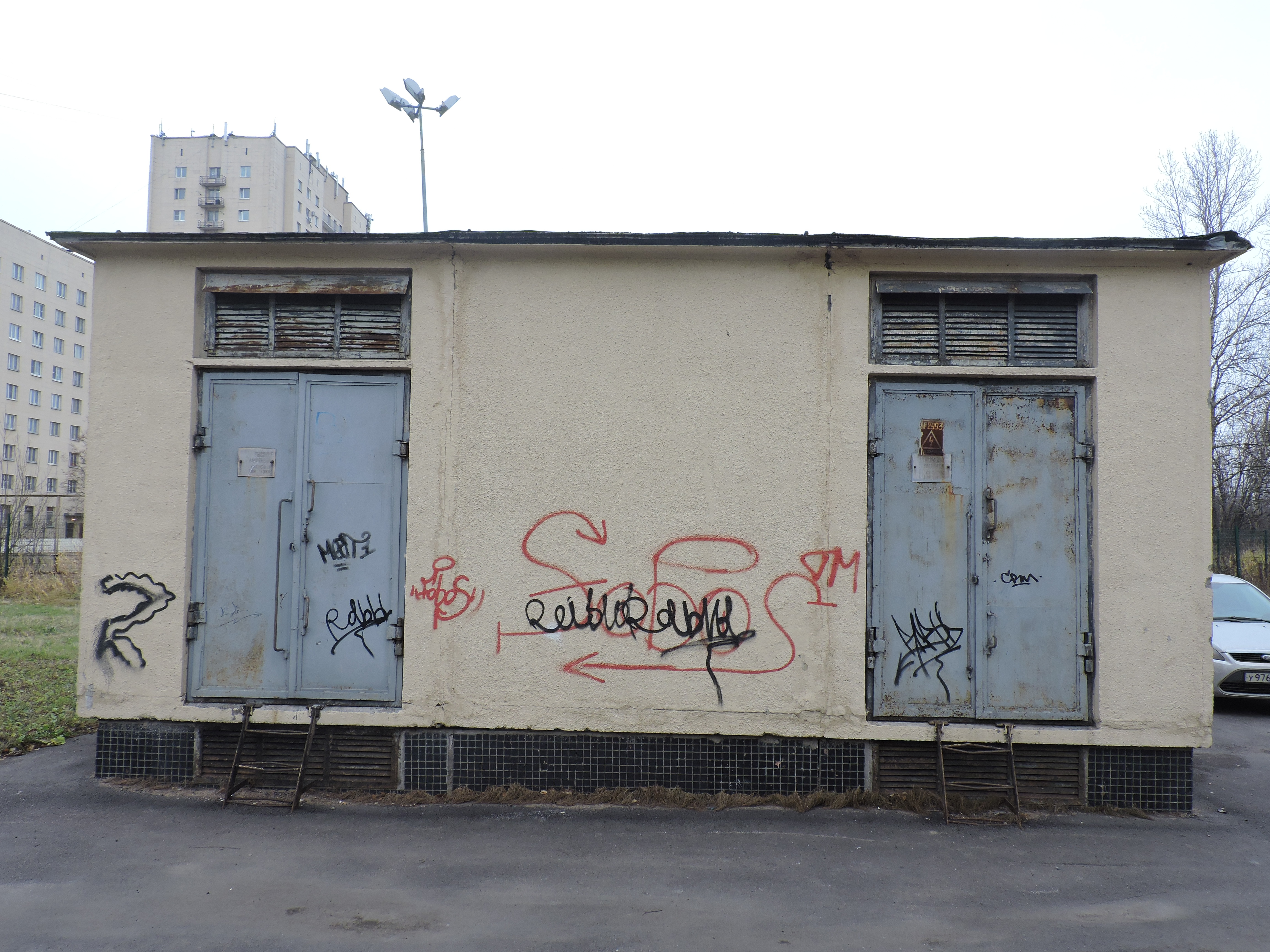
Закрытая трансформаторная будка

Силово́й трансформа́тор — электротехническое устройство в сетях электроснабжения (электросетях) с двумя или более обмотками (трансформатор), который посредством электромагнитной индукции преобразует одну величину переменного напряжения и тока в другую величину переменного напряжения и тока, той же частоты без изменения её передаваемой мощности.
Также силовым трансформатором называют понижающий трансформатор, входящий в состав вторичных источников электропитания различных устройств и аппаратуры, обеспечивающий их питание от бытовой электросети.

## Компоненты трансформатора

### Вводы трансформатора
Подвод питающего напряжения и подключение нагрузки к трансформатору производится с помощью так называемых «вводов». Вводы в сухих трансформаторах могут быть выведены на клеммную колодку в виде болтовых контактов или соединителей с плоскими контактами и могут размещаться как снаружи так и внутри съёмного корпуса. В масляных (или заполненных синтетическими жидкостями) трансформаторах вводы располагаются только снаружи на крышку или на боковые стороны бака, а передача от внутренних обмоток через гибкие соединения (демпферы) на медные или латунные шпильки с нарезанной на них резьбой. Изолирование шпилек от корпуса осуществляется с помощью проходных изоляторов (изготовляемых из специального фарфора или пластмассы), внутри которых проходят шпильки. Уплотнение всех зазоров во вводах осуществляется прокладками из специальной маслобензостойкой резины.
Вводы силовых трансформаторов по конструктивному исполнению подразделяются:
- Вводы с главной изоляцией фарфоровой покрышки
- Вводы с маслобарьерной изоляцией
- Конденсаторные проходные изоляторы
- Вводы с бумажно-масляной изоляцией
- Вводы с полимерной RIP-изоляцией (с полым изолятором или с прямым литьём изолятора)
- Вводы с элегазовой изоляцией

### Охладители
Охлаждающее оборудование забирает горячее масло в верхней части бака и возвращает охлаждённое масло в нижнюю боковую часть. Охлаждающий агрегат имеет вид двух масляных контуров с непрямым взаимодействием, один внутренний и один внешний контур. Внутренний контур переносит энергию от нагревающих поверхностей к маслу. Во внешнем контуре масло переносит тепло к вторичной охлаждающей среде. Трансформаторы обычно охлаждаются атмосферным воздухом.
Виды охладителей:
1. Радиаторы, бывают разных типов. В основном они представляют собой множество плоских каналов в пластинах с торцевым сварным швом, которые соединяют верхний и нижний коллекторы.
2. Гофрированный бак является одновременно и баком и охлаждающей поверхностью для распределительных трансформаторов малой и средней мощности. Такой бак имеет крышку, гофрированные стенки бака и нижнюю коробку.
3. Вентиляторы. Для больших узлов возможно использование подвесных вентиляторов под радиаторами или сбоку от них для обеспечения принудительного движения воздуха и естественного масляного и принудительного воздушного (ONAF) охлаждения. Это может увеличить нагрузочную способность трансформаторов примерно на 25 %.
4. Теплообменники с принудительной циркуляцией масла, воздуха. В больших трансформаторах отведение тепла при помощи естественной циркуляции[англ.] через радиаторы требует много места. Потребность в пространстве для компактных охладителей намного ниже, чем для простых радиаторных батарей. С точки зрения экономии места может оказаться выгодным использовать компактные охладители со значительным аэродинамическим сопротивлением, что требует применения принудительной циркуляции масла с помощью насоса и мощных вентиляторов для нагнетания воздуха.
5. Масляно-водяные охладители, как правило, представляют собой цилиндрические трубчатые теплообменники со съёмными трубками. Такие теплообменники очень распространены и представляют собой классическую технологию. Они имеют разнообразное применение в промышленности. Более современные конструкции, например, плоские теплообменники мембранного типа, ещё не вошли в практику.
6. Масляные насосы. Циркуляционные насосы для масляного охлаждающего оборудования — это специальные компактные, полностью герметичные конструкции. Двигатель погружён в трансформаторное масло; сальниковые коробки отсутствуют.

### Оборудование для регулирования напряжения
Большинство трансформаторов оборудовано приспособлениями для изменения коэффициента трансформации путём добавления или отключения числа части витков обмотки.
В зависимости от конструкции регулирование напряжения трансформатора на вторичных обмотках может производиться с помощью переключателя числа витков трансформатора либо болтовыми соединениями путём выбора положения перемычек или подключением соответствующего вывода из соответствующего набора при обесточенном и заземлённом трансформаторе. С помощью таких регулирующих устройств напряжение на вторичных обмотках меняется в небольших пределах.
Разновидности переключателей числа витков трансформатора:
1. Переключатели числа витков без нагрузки — переключатели без возбуждения (ПБВ)
2. Переключатели числа витков под нагрузкой — регулирование под нагрузкой (РПН)

## Навесное оборудование

### Газовое реле
Газовое реле обычно находится в соединительной трубке между баком и расширительным баком.
- Действие газовой защиты основано на том, что всякие, даже незначительные, повреждения, а также повышенные нагревы внутри бака трансформатора (автотрансформатора) вызывают разложение масла и органической изоляции, что сопровождается выделением газа. Интенсивность газообразования и химический состав газа зависят от характера и размеров повреждения. Поэтому защита выполняется так, чтобы при медленном газообразовании подавался предупредительный сигнал, а при бурном газообразовании, что имеет место при коротких замыканиях, происходило отключение поврежденного трансформатора (автотрансформатора). Кроме того, газовая защита действует на сигнал и на отключение или только на сигнал при опасном понижении уровня масла в баке трансформатора или автотрансформатора.

### Индикация температуры
Для измерения температуры верхних слоев масла используются термопары, встраиваемые в верхней части бака в специальные карманы;
для измерения температуры наиболее нагретой точки трансформатора применяют математические модели по её пересчету относительно температуры верхних слоев масла.
В последнее время широко используют датчики на основе оптоволоконной технологии для определения температуры наиболее нагретой точки и других точек внутри бака.

### Встроенные трансформаторы тока
Трансформаторы тока могут располагаться внутри трансформатора, часто вблизи заземленного рукава на стороне масла проходных изоляторов, а также на низковольтных шинах. В данном вопросе роль играют цена, компактность и безопасность. При таком решении отпадает необходимость иметь несколько отдельных трансформаторов тока на подстанции с внешней и внутренней изоляцией, рассчитанной на высокое напряжение.

### Поглотители влаги
Необходимо удалить влагу из воздушного пространства над уровнем масла в расширительном баке, чтобы обеспечить отсутствие воды в масле трансформатора.

### Устройства непрерывной регенерации масла
В процессе работы внутри масляного трансформатора появляется вода и шлам. Шлам в основном получается из-за разложения масла, вода — как результат попадания воздуха при температурных изменениях объёма масла у негерметичных конструкциях бака (т. н. «дыхание трансформатора»), а также как побочный продукт при химических реакциях разложения масла. Поэтому трансформаторы 160 кВА и более снабжаются устройствами непрерывной регенерации масла. Последние подразделяются на термосифонные и адсорбционные.
Термосифонные монтируются непосредственно на баке трансформатора. Адсорбционные устанавливаются на отдельном фундаменте.
Эффект регенерации в обоих типах устройств непрерывной регенерации масла основан на применении в них сорбента. Чаще всего в качестве последнего применяется силикагель в виде гранул диаметром от 2,8 до 7 мм, которые хорошо поглощают влагу.
Отличие между термосифонными и адсорбционными заключается в механизмах транспортировки через них фильтруемого масла.
В термосифонных используется естественная циркуляция (при нагреве масло поднимается вверх, проходя через
термосифонный фильтр, затем охладившись, опускается на дно бака трансформатора и снова попадает в фильтр и т. д.).
В адсорбционных фильтрах масло перекачивается принудительно с помощью специального циркуляционного насоса. Термосифонные устройства непрерывной регенерации применяются на трансформаторах относительно малых габаритов. При больших габаритах, когда естественная циркуляция не может создать необходимую производительность применяется адсорбционная фильтрация.
Количество силикагеля рассчитывается по массе масла трансформатора (от 0,8 до 1,25 %).

### Системы защиты масла
Самой распространённой системой защиты масла является открытый расширительный бак, в котором воздух над уровнем масла вентилируется через влагопоглотительное устройство. Во влагопоглотительном устройстве засыпаны гранулы силикагеля диаметром в среднем около 5 мм. При этом часть влагопоглотительного устройства расположено снаружи и имеет прозрачное окно, внутри которого
находится т. н. индикаторный силикагель, пропитанный солями кобальта. В нормальном состоянии индикаторный силикагель имеет
голубую окраску, при увлажнении он меняет окраску на розовую, что должно быть сигналом обслуживающему персоналу к замене
всего силикагеля во влагопоглотительном устройстве. Часто на верхней точке расширителя устанавливают устройство гидрозатворного типа, являющегося первой ступенью осушения воздуха, поступающего в расширитель. Такое устройство называется «масляной затвор». Масляной затвор своим патрубком соединён с расширителем, а в верхней части имеет чашку, приваренную к патрубку. Внутри чашки имеется стенка, отделяющая патрубок от чашки изнутри и образующая внутренний кольцевой канал. Сверху чашка закрывается крышкой, также имеющей на внутренней стороне стенку. Конструкция препятствует плотному закрытию чашки крышкой и создаёт зазор между ними, кроме того внутренняя стенка крышки при фиксации также имеет зазор с внутренней стенкой, т.о. создаётся лабиринтная система. Для того, чтобы задействовать масляной затвор необходимо налить в кольцевой канал чашки сухого трансформаторного масла до уровня, предписываемого инструкцией, закрыть крышкой и зафиксировать последнюю. Принцип работы устройства следующий: воздух, проникает в зазор между крышкой и стенкой чашки, затем проходит через масло в кольцевом канале частично отдавая влагу в масло и поступает через патрубок в силикагельный влагопоглотитель, а затем — в расширитель.
Расширительный бак трансформатора может быть снабжён надувной подушкой. Надувная подушка из синтетического каучука располагается над маслом. Внутренне пространство подушки соединено с атмосферой, поэтому она может вдыхать воздух, когда трансформатор охлаждается и объём масла сжимается, и выдыхать воздух, когда трансформатор нагревается.
Другим решением является расширительный бак, который разделён в горизонтальной плоскости мембраной или диафрагмой, которая позволяет маслу расширяться или сжиматься без прямого контакта с наружным воздухом.
Два вышеперечисленных способа защиты масла называются «плёночной защитой».
Пространство над маслом в расширительном баке можно заполнить азотом. Это можно делать из баллона со сжатым газом через редукторный клапан. Когда трансформатор вдыхает, редукторный клапан выпускает азот из баллона. Когда объём увеличивается, азот уходит в атмосферу через вентиляционный клапан.
Для того, чтобы сэкономить потребление азота, можно задать некий шаг давления между наполнением азотом и выпусканием азота.
Трансформаторы могут иметь герметическое исполнение. В маленьких маслонаполненных распределительных трансформаторах упругий гофрированный бак может компенсировать расширение масла. В ином случае необходимо обеспечить пространство над маслом внутри трансформаторного бака, заполненное сухим воздухом или азотом, чтобы они выполняли роль подушки при расширении или сжатии масла.
Можно использовать сочетание различных решений. Трансформаторный бак может быть полностью заполнен маслом, и при этом иметь большой расширительный бак достаточного объёма для расширения масла и необходимой газовой подушки. Эта газовая подушка может иметь продолжение в следующем дополнительном баке, возможно на уровне земли. Для ограничения объёма газовой подушки можно открыть сообщение с наружной атмосферой при заданных верхнем и нижнем пределах внутреннего давления.

### Указатели уровня масла
Указатели уровня масла применяются для определения уровня масла в расширительном баке, как правило, это приборы с циферблатом, либо стеклянная трубка, работающая по принципу соединённых сосудов, установленные прямо на расширительном баке. Индикация уровня масла находится на торцевой стороне расширительного бака.

### Устройства сброса давления
Дуговой разряд или короткое замыкание, которые возникают в маслонаполненном трансформаторе, обычно сопровождаются возникновением сверхдавления в баке из-за газа, образующегося при разложении и испарении масла. Устройство сброса давления предназначено для снижения уровня сверхдавления вследствие внутреннего короткого замыкания и, таким образом, уменьшения риска разрыва бака и неконтролируемой утечки масла, которое может также осложниться возгоранием вследствие короткого замыкания. Согласно ГОСТ 11677-75
масляные трансформаторы 1000кВА и выше должны быть снабжены защитным устройством при аварийном повышении давления.
Устройства аварийного сброса давления имеет два основных исполнения:
- В виде т. н. «выхлопной трубы», устанавливаемой с небольшим наклоном на крышке трансформатора и связана нижней частью с его подкрышечным пространством. Верхняя часть выхлопной трубы (верх трубы по уровню расположен выше верхней точки расширителя) обычно на самом конце имеет загиб и герметично закрыта стеклянной мембраной, которая при резком повышении давления раскалывается и производит аварийный сброс. При близком расположении трансформаторов в одном распредусройстве и не отделённых друг от друга стенкой необходимо так располагать трансформаторы, чтобы при выбросе масла из трубы последнее не попадало на соседний трансформатор.

Кроме того, в верхней части выхлопная труба с помощью специального трубопровода связана с расширителем и имеет собственный воздухоосушитель. Выхлопная труба устанавливается на трансформаторах с расширителем, хотя надо заметить, что не все производители
устанавливают на свои трансформаторы выхлопные трубы, считая их малоэффективными.
- В виде различных конструкций клапанов.Малый вес тарелки клапана и низкая пружинная жёсткость закрывающих пружин обеспечивает быстрое и широкое открывание. Клапан вновь возвращается в нормальное закрытое состояние, когда сверхдавление сброшено. Обычно клапанные конструкции применяются в безрасширительных конструкциях трансформаторов.

Промежуточное положение между вышеуказанными типами устройств аварийного сброса давления — конструкция, применяемая в трансформаторах типа ТМЗ.Она состоит из стеклянной мембраны, герметично установленной в крышке трансформатора. Под мембраной
находится стальной подпружиненный боёк с защёлкой и герметично запаянным сильфоном. В рабочем положении боёк взводится и
фиксируется защёлкой. При резком повышении давления сильфон сжимается, срывая удерживающую защёлку и освобождая этим самым боёк. Под действием пружины последний раскалывает стеклянную мембрану, производя т.о. сброс давления. Сверху данная конструкция закрывается защитным колпаком.

### Устройства защиты от внезапного повышения давления
Реле внезапного повышения давления предназначено для срабатывания при возникновении упругой масляной волны в баке трансформатора при серьёзных замыканиях. Это устройство способно различать быстрое и медленное нарастание давления и автоматически отключает выключатель, если давление растёт быстрее, чем задано.

### Устройства защиты от повреждений
Устройствами защиты силовых трансформаторов являются элементы РЗиА, на трасформаторах 6/10кВ чаще используются плавкие предохранители.

### Колеса/полозья для транспортировки
Крупные агрегаты на практике редко доставляются с помощью крана на своё место установки на фундаменте. Их необходимо каким-то способом перемещать от транспортного средства до основания. Если от места разгрузки с транспортного средства до места конечного монтажа агрегата проложены литые рельсы, то агрегат может быть оборудован колёсами для качения. Поворот на 90 градусов в транспортных целях обеспечивают колёса, работающие в двух направлениях. Агрегат поднимают подъёмником и поворачивают колёса. Когда агрегат установлен на месте, то застопоренные колёса могут быть на нём или сняты и заменены опорными блоками. Можно также опустить агрегат прямо на фундамент.
Если такая рельсовая система не предусмотрена, то используют обычные плоские направляющие. Агрегат толкают по смазанным направляющим прямо на место установки, или используют гусеничную цепь.
Агрегат можно приварить к фундаменту, на котором он установлен. Агрегат можно также поставить на вибрационное основание для уменьшения передачи шума через фундамент.

### Детектор горючих газов
Детектор горючих газов указывает на присутствие водорода в масле. Водород отлавливается через диалитическую мембрану. Эта система даёт раннюю индикацию медленного процесса газогенерации ещё до того, как свободный газ начнёт барботировать в направлении газонакопительного реле.

### Расходомер
Для контроля вытекания масла из насосов в трансформаторах с принудительным охлаждением устанавливаются масляные расходомеры. Работа расходомера обычно основана на измерении разницы давления по обе стороны от препятствия в потоке масла.
Расходомеры также применяются для измерения расхода воды в водоохлаждаемых трансформаторах.
Обычно расходомеры оборудованы аварийной сигнализацией. Они также могут иметь циферблатный индикатор.

## Габариты трансформаторов
Согласно общепринятомуОбщероссийскому классификатору продукции ОК 005-93
| Габарит | Мощность, кВА | Мощность, кВА        | Напряжение, кВ | Напряжение, кВ   |
| Габарит | от            | до                   | от             | до               |
| 1       | 4             | 100 включительно     | 0              | 35 включительно  |
| 2       | 100           | 1000 включительно    | 0              | 35 включительно  |
| 3       | 1000          | 6 300 включительно   | 0              | 35 включительно  |
| 4       | 6 300         | любая                | 0              | 35 включительно  |
| 5       | 4             | 32 000 включительно  | 35             | 110 включительно |
| 6       | 32 000        | 80 000 включительно  | 35             | 110 включительно |
| 6       | 4             | 80 000 включительно  | 100            | 330 включительно |
| 7       | 80 000        | 200 000 включительно | 35             | 330 включительно |
| 8       | 200 000       | любая                | 35             | 330 включительно |
| 9       | любая         | любая                | 330            | любая            |

## Условное обозначение трансформаторов
Структурная схема условного обозначения трансформатора
Буквенная часть условного обозначения должна содержать обозначения в следующем порядке:
1. Назначению трансформатора (может отсутствовать)
А — автотрансформатор
Э — электропечной
2. Количество фаз
О — однофазный трансформатор
Т — трехфазный трансформатор
3. Расщепление обмоток (может отсутствовать)
Р — расщепленная обмотка НН;
4. Система охлаждения
  1. Сухие трансформаторы
С — естественное воздушное при открытом исполнении
СЗ — естественное воздушное при защищенном исполнении
СГ — естественное воздушное при герметичном исполнении
СД — воздушное с дутьем
  2. Масляные трансформаторы
М — естественное масляное
МЗ — с естественным масляным охлаждением с защитой при помощи азотной подушки без расширителя
Д — масляное с дутьем и естественной циркуляцией масла
ДЦ — масляное с дутьем и принудительной циркуляцией масла
Ц — масляно-водяное с принудительной циркуляцией масла
  3. С негорючим жидким диэлектриком (совтолом)
Н — естественное охлаждение негорючим жидким диэлектриком
НД — охлаждение негорючим жидким диэлектриком с дутьем
5. Конструктивная особенность трансформатора (в обозначении может отсутствовать)
Л — исполнение трансформатора с литой изоляцией;
Т — трехобмоточный трансформатор (Для двухобмоточных трансформаторов не указывают);
Н — трансформатор с РПН;
З — трансформатор без расширителя и выводами, смонтированными во фланцах на стенках бака, и с азотной подушкой;
Ф — трансформатор с расширителем и выводами, смонтированными во фланцах на стенках бака ;
Г — трансформатор в гофробаке без расширителя — «герметичное исполнение»;
У — трансформатор с симметрирующим устройством
П — подвесного исполнения на опоре ВЛ
э — трансформатор с пониженными потерями холостого хода (энергосберегающий)
6. Назначение (в обозначении может отсутствовать)
С — исполнение трансформатора для собственных нужд электростанций
П — для линий передачи постоянного тока
М — исполнение трансформатора для металлургического производства
ПН — исполнение для питания погружных электронасосов
Б — для прогрева бетона или грунта в холодное время года (бетоногрейный), такой же литерой может обозначаться трансформатор для буровых станков
Э — для питания электрооборудования экскаваторов (экскаваторный)
ТО — для термической обработки бетона и грунта, питания ручного инструмента, временного освещения

Для автотрансформаторов при классах напряжения стороны С.Н или НН 110 кВ и выше после класса напряжения стороны ВН через черту дроби указывают класс напряжения стороны СН или НН.
Примечание. Для трансформаторов, разработанных до 01.07.87, допускается указывать последние две цифры года выпуска рабочих чертежей.
| Условное обозначение вида охлаждения           | Условное обозначение вида охлаждения | Вид системы охлаждения трансформатора                                                                                      |
| ГОСТ                                           | СЭВ и МЭК                            | Вид системы охлаждения трансформатора                                                                                      |
| ---------------------------------------------- | ------------------------------------ | --- |
| Сухие трансформаторы                           |                                      | |
| С                                              | AN                                   | Естественное воздушное при открытом исполнении                                                                             |
| СЗ                                             | ANAN                                 | Естественное воздушное при защищенном исполнении                                                                           |
| СГ                                             | ANAN                                 | Естественное воздушное при герметичном исполнении                                                                          |
| СД                                             | ANAF                                 | Воздушное с принудительной циркуляцией воздуха                                                                             |
| Масляные трансформаторы                        |                                      | |
| М                                              | ONAN                                 | Естественная циркуляция воздуха и масла                                                                                    |
| Д                                              | ONAF                                 | Принудительная циркуляция воздуха и естественная циркуляция масла                                                          |
| МЦ                                             | OFAN                                 | Естественная циркуляция воздуха и принудительная циркуляция масла с ненаправленным потоком масла                           |
| НМЦ                                            | ODAN                                 | Естественная циркуляция воздуха и принудительная циркуляция масла с направленным потоком масла                             |
| ДЦ                                             | OFAF                                 | Принудительная циркуляция воздуха и масла с ненаправленным потоком масла                                                   |
| НДЦ                                            | ODAF                                 | Принудительная циркуляция воздуха и масла с направленным потоком масла                                                     |
| Ц                                              | OFWF                                 | Принудительная циркуляция воды и масла с ненаправленным потоком масла                                                      |
| НЦ                                             | ODWF                                 | Принудительная циркуляция воды и масла с направленным потоком масла                                                        |
| Трансформаторы с негорючим жидким диэлектриком |                                      | |
| Н                                              | LNAF                                 | Естественное охлаждение негорючим жидким диэлектриком                                                                      |
| НД                                             | LNAF                                 | Охлаждение негорючим жидким диэлектриком с принудительной циркуляцией воздуха                                              |
| ННД                                            | LDAF                                 | Охлаждение негорючим жидким диэлектриком с принудительной циркуляцией воздуха и с направленным потоком жидкого диэлектрика |